# Jism 2 (película)
Jism 2 (traducida como "Cuerpo 2") es un thriller erótico en hindi del año 2012, producido por Dino Morea y dirigido por Pooja Bhatt, con un guion escrito por Mahesh Bhatt. Esta película es la secuela de la exitosa película de 2003, "Jism", protagonizada por Bipasha Basu. "Jism 2" también marca el debut en Bollywood de la actriz indo-canadiense y ex actriz porno Sunny Leone.
La película "Jism 2" se estrenó el 1 de diciembre de 2011 durante el popular programa de televisión indio "Bigg Boss", lo que hizo que su lanzamiento sea un hecho histórico en la industria cinematográfica india. Mahesh Bhatt comparó "Jism 2" con el drama romántico italiano Last Tango in Paris ("Último Tango en Paris"). Debido a su contenido sexual explícito, "Jism 2" recibió una calificación "A" de la Junta Central de Certificación de Películas (CBFC). La película tuvo proyecciones de pago el 2 de agosto de 2012, un día antes de su lanzamiento en todo el mundo.

## Elenco
- Sunny Leone como Izna, una estrella de cine para adultos convertida en espía. (doblado por Smita Malhotra)
- Randeep Hooda como Kabir Wilson (Asesino / Patriota)
- Arunoday Singh como Ayaan Thakur (oficial de inteligencia) / Karan Rajput (representante de relaciones públicas del grupo de hoteles Devi)
- Arif Zakaria como Guru Saldanah (Jefe de Seguridad de Inteligencia) / Sr. Thakur, padre de Ayaan
- Sumit Nijhawan como Sumit, amigo de Kabir.
- Imran Zahid como Imran, detective de narcóticos y asistente de Kabir.

## Producción

### Casting

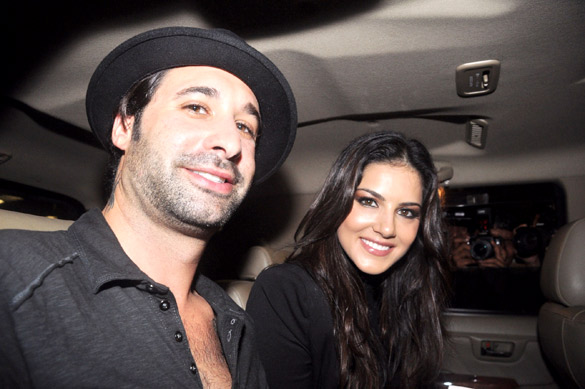
Sunny Leone y Daniel Weber viajaron a la India para promocionar Jism 2

El productor y director Mahesh Bhatt ingresó a la casa de Bigg Boss durante un corto período para ofrecerle un contrato a Sunny Leone, seleccionándola como la protagonista de la secuela de la película Jism. La dirección de esta película estaría a cargo de su hija, la productora y actriz Pooja Bhatt.
Respecto a la elección de Leone para la película, Pooja Bhatt comentó: "Fiché a Sunny Leone por la misma razón por la que contraté a John Abraham en Jism. Fue un instinto. Rompí con la percepción de que las modelos no pueden actuar en Jism. Ahora, espero desafiar otra percepción al contratar a Sunny Leone, una ex estrella porno, en Jism 2". Al comparar las dos películas, Bhatt señaló que "Jism era una historia de amor dirigida a un público adulto, mientras que Jism 2 está destinada a una audiencia adulta más madura. Buscamos elevar el nivel en todos los aspectos: emocional y sensualmente. Será una historia sobre el corazón humano, el crimen pasional, la venganza y la traición, los mismos elementos que hicieron Jism, pero con una historia fresca".

### Rodaje
El proceso de filmación dio inicio el 1 de abril de 2012 en Jaipur . La segunda fase de rodaje de Jism 2 tuvo lugar en Goa. El último y definitivo calendario de grabación tuvo lugar en Sri Lanka . La película se presentó en los cines el 3 de agosto de 2012. Además, se anunció que la película sería proyectada en doscientos cines de Andhra Pradesh, pero con una versión doblada al telugu . El director Bhatt expresó una gran admiración por la actuación de Leone en el papel de Izna.

### Certificación de película
Inicialmente, la Junta Central de Certificación de Películas (CBFC) no estuvo satisfecha con las extensas secuencias de contenido sexual en Jism 2 y rechazó emitir un certificado. Se opusieron a varias escenas, incluida aquella en la que Izna está recibiendo un masaje con aceite y, al voltearse, se muestra una parte prominente de su pecho.
Después de realizar algunos cortes, la película finalmente obtuvo un certificado A. Pooja Bhatt mencionó que estos recortes no afectaron el contenido general de la película.

## Lanzamiento

### Recepción de la crítica
Jism 2 recibió críticas que oscilaron entre mixtas y negativas por parte de los críticos. Srijana Mitra Das del Times of India otorgó a la película una calificación de 3,5 sobre 5 y afirmó: "Jism-2 es una película con contenido sensual, pero no es tan provocativa como podría pensarse. Curiosamente, Jism-2 se acerca al tema del sexo de manera sutil, como una mariposa revoloteando sobre una de las numerosas piscinas que se muestran en la película. Jism-2 reserva varias sorpresas, siendo una de las más significativas la actuación de Leone."
Taran Adarsh de Bollywood Hungama otorgó a la película una calificación de 2 sobre 5 y comentó: "En términos generales, JISM 2 presenta a Sunny Leone como su punto de venta único, pero el guión mediocre y el ritmo lento son factores que la perjudican. Sin embargo, teniendo a Sunny Leone en el papel principal, junto con una buena dosis de exhibición de sensualidad y erotismo, además de un título llamativo para atraer la atención, se espera que la película atraiga al público. Sin embargo, cómo desearíamos que también tuviera una historia más profunda".
Anupama Chopra del Hindustan Times otorgó a la película una calificación de 2 sobre 5 y comentó: "Consideré que Jism 2 es una secuela solo en la medida en que también presenta escenas de sexo, pero carece de una profundidad añadida. La película resulta ser una decepción decepcionante."
Sukanya Verma de Rediff.com calificó la película con 1,5 sobre 5 y llegó a la conclusión de que "Parece que los únicos activos de Sunny Leone son el guión, el guión y el único propósito de Jism 2, mientras que todos los demás aspectos, incluidos Hooda, Singh, Zakaria y la audiencia, se ven obligados a mover sus lenguas con anticipación. Claro, esto es solo si alguien piensa lo contrario."
Mayank Shekhar escribe en su sitio web theW14.com: "Al llegar al clímax de la película, uno se da cuenta de que había menos contenido sexual de lo esperado, y en su lugar, se encontraba sentado viendo a dos chicos desnudos (Arunoday, Randeep) gruñendo y a un jefe psicópata (Arif Zakaria) hablando sobre terrorismo internacional. Es sabido que el público tiende a reírse ante escenas de sexo incómodas."
Rajeev Masand de CNN-IBN le dio a la película una puntuación de 1 sobre 5 y comentó que cree que "la trama en sí es como un gran agujero negro del que no se puede escapar". A pesar de toda su charla pretenciosa sobre el amor y el dolor, es una película que deja una sensación dolorosa cuando finalmente te levantas de tu asiento".
Independent Bollywood otorgó una calificación de 1 sobre 5 estrellas y expresó "No hay Jism en Jism 2".

### Protestas
La promoción y el lanzamiento de Jism 2 desencadenaron protestas por parte de grupos conservadores en toda la India, incluyendo la Unión Nacional de Estudiantes de la India en Allahabad, Bajrang Dal en Bhopal, Assam, Amritsar (donde quemaron efigies de Sunny Leone y Pooja Bhatt) y Mumbai (donde los manifestantes derribaron carteles promocionales de la película). Algunos manifestantes incluso tomaron medidas legales para detener la proyección de la película. Un activista llamado Rakesh Nayayik en Varanasi presentó una denuncia en el Tribunal Superior de Allahabad alegando que Jism 2 promovía ilegalmente a una estrella porno y buscaba prohibir la película.

## Taquillas

### Locales
Jism 2 tuvo un inicio sólido en la taquilla, con recaudaciones que superaron el 90% en promedio en su día de apertura. Algunos lugares tuvieron recaudaciones aún más fuertes, en el rango del 60-70% en su día de lanzamiento. El primer día en taquilla fue exitoso, con una recaudación de alrededor de ₹75,0 millones, además de los ₹15,0 millones de ingresos por avances netos pagados. Sin embargo, la película experimentó una fuerte caída en su segundo día, generando alrededor de ₹55.0 millones de rupias, en gran parte debido a la recepción negativa por parte de los críticos y a la propagación de comentarios negativos. A pesar de esto, el primer fin de semana aún se mantuvo decente gracias a su buen inicio, que incluyó los ingresos de los avances pagados por alrededor de ₹205.0 millones de rupias. La película continuó su recorrido en taquilla durante la semana, recaudando alrededor de ₹25.0 millones de rupias el lunes y experimentando una disminución adicional el martes con ingresos de ₹17.5 millones de rupias. Esto llevó a una recaudación neta de alrededor de ₹247.5 millones de rupias en cinco días para la película. La primera semana en su totalidad fue decente, con ingresos netos de alrededor de ₹295.0 millones de rupias, incluyendo los ingresos de las vistas previas pagadas. El segundo fin de semana fue un gran éxito, generando alrededor de ₹85.0 millones de rupias netas. La película mantuvo su rendimiento en la segunda semana, recaudando aproximadamente ₹145.0 millones de rupias y llevando su total a alrededor de ₹345,0 millones netos en dos semanas.
El portal Boxofficeindia clasificó la película como "Semi-Hit" (Semi-éxito). Después de tres semanas, su total es de ₹3,490.7 millones de rupias.

### Exterior
Jism 2 logró una recaudación de aproximadamente 100,000 dólares en taquilla internacional. Se proyectó en alrededor de 60 salas de cine en el extranjero durante un período de cuatro días.

## Banda sonora
La música de Jism 2 fue creada por un equipo de compositores que incluye a Arko, Mithoon, Abdul Basit Sayeed y Rushk, una banda ficticia gótica paquistaní. Estos nuevos compositores tomaron el lugar del compositor original de Jism, MM Kreem.
| N.º             | Título                               | Letra                        | Música             | Cantante(s)        | Duración |
| --------------- | ------------------------------------ | ---------------------------- | ------------------ | ------------------ | -------- |
| 1.              | "Abhi Abhi" (Hombre)                 | Manish Makhija, Arko         | Arko               | KK                 | 5:43     |
| 2.              | "Yeh Kasoor Mera Hai"                | mitón                        | mitón              | Sonu Kakkar        | 5:49     |
| 3.              | "Maula"                              | Manish Makhija, Arko         | Arko               | Ali Azmat          | 5:08     |
| 4.              | "Yeh Jism Hai Toh Kya"               | Manish Makhija, Arko         | Arko               | Ali Azmat          | 3:51     |
| 5.              | "Darta Hoon" (Adhoora)               | Rushk                        | Rushk              | Rushk              | 5:25     |
| 6.              | "Abhi Abhi" (dúo con Shreya Ghoshal) | Manish Makhija, Arko         | Arko               | KK, Shreya Ghoshal | 5:43     |
| 7.              | "Abhi Abhi" (dúo con Akriti Kakar)   | Manish Makhija, Arko         | Arko               | KK, Akriti Kakar   |          |
| 8.              | "Hola Walla"                         | Abdul Baasith Saeed, Unoosha | Abdul Basit Sayeed | Unoosha            | 3:52     |
| Duración total: | Duración total:                      | Duración total:              | Duración total:    | Duración total:    | 35:31    |

### Recepción
La música de la película recibió en su mayoría críticas positivas. Joginder Tuteja de Bollywood Hungama otorgó 3 estrellas y media de 5, y llegó a la conclusión de que "En última instancia, Jism 2 ofrece un poco más de lo que parecía prometer antes de que se reprodujera el álbum. Es un paquete que encaja bien con el tema de la película y asegura una coherencia de sonido a lo largo de todo el álbum, sin distraer al oyente ni incitarlo a saltar a la siguiente pista". Destacó canciones como "Abhi Abhi", "Maula" y "Yeh Jism" como sus favoritas.
Por otro lado, Times of India le dio una calificación de 4 estrellas sobre 5 y comentó: "La banda sonora ha sido ensamblada de manera efectiva y su diversidad será clave para su éxito. También respalda de manera bastante eficaz la sensualidad de la película".